# Совет министров СССР на 19 апреля 1979 года
19 апреля 1979 года Верховный Совет СССР образовал Совет Министров СССР в следующем составе:
- Председатель Совета Министров СССР — Косыгин Алексей Николаевич
- Первый заместитель Председателя Совета Министров СССР — Тихонов Николай Александрович
- Заместитель Председателя Совета Министров СССР, Председатель Государственного планового комитета СССР — Байбаков Николай Константинович
- Заместитель Председателя Совета Министров СССР, Председатель Государственного комитета СССР по науке и технике — Кириллин Владимир Алексеевич
- Заместитель Председателя Совета Министров СССР, Председатель Государственного комитета СССР по делам строительства — Новиков Игнатий Трофимович
- Заместитель Председателя Совета Министров СССР, Председатель Государственного комитета СССР по материально-техническому снабжению — Мартынов Николай Васильевич
- Заместитель Председателя Совета Министров СССР — Архипов Иван Васильевич
- Заместитель Председателя Совета Министров СССР — Дымшиц Вениамин Эммануилович
- Заместитель Председателя Совета Министров СССР — Катушев Константин Фёдорович
- Заместитель Председателя Совета Министров СССР — Киселёв Тихон Яковлевич
- Заместитель Председателя Совета Министров СССР — Лесечко Михаил Авксентьевич
- Заместитель Председателя Совета Министров СССР — Новиков Владимир Николаевич
- Заместитель Председателя Совета Министров СССР — Нуриев Зия Нуриевич
- Заместитель Председателя Совета Министров СССР — Смирнов Леонид Васильевич
- Министр авиационной промышленности СССР — Казаков Василий Александрович
- Министр автомобильной промышленности СССР — Поляков Виктор Николаевич
- Министр внешней торговли СССР — Патоличев Николай Семёнович
- Министр газовой промышленности СССР — Оруджев Сабит Атаевич
- Министр гражданской авиации СССР — Бугаев Борис Павлович
- Министр машиностроения СССР — Бахирев Вячеслав Васильевич
- Министр машиностроения для животноводства и кормопроизводства СССР — Беляк Константин Никитович
- Министр машиностроения для лёгкой и пищевой промышленности и бытовых приборов СССР — Пудков Иван Иванович
- Министр медицинской промышленности СССР — Мельниченко Афанасий Кондратьевич
- Министр морского флота СССР — Гуженко Тимофей Борисович
- Министр нефтяной промышленности СССР — Мальцев Николай Алексеевич
- Министр оборонной промышленности СССР — Финогенов Павел Васильевич
- Министр обороны СССР — Устинов Дмитрий Фёдорович
- Министр общего машиностроения СССР — Афанасьев Сергей Александрович
- Министр приборостроения, средств автоматизации и систем управления СССР — Руднев Константин Николаевич
- Министр промышленности средств связи СССР — Первышин Эрлен Кирикович
- Министр путей сообщения СССР — Павловский Иван Григорьевич
- Министр радиопромышленности СССР — Плешаков Пётр Степанович
- Министр среднего машиностроения СССР — Славский Ефим Павлович
- Министр станкостроительной и инструментальной промышленности СССР — Костоусов Анатолий Иванович
- Министр строительного, дорожного и коммунального машиностроения СССР — Новосёлов Ефим Степанович
- Министр строительства предприятий нефтяной и газовой промышленности СССР — Щербина Борис Евдокимович
- Министр судостроительной промышленности СССР — Егоров Михаил Васильевич
- Министр тракторного и сельскохозяйственного машиностроения СССР — Синицын Иван Флегонтович
- Министр транспортного строительства СССР — Соснов Иван Дмитриевич
- Министр тяжёлого и транспортного машиностроения СССР — Жигалин Владимир Фёдорович
- Министр химического и нефтяного машиностроения СССР — Брехов Константин Иванович
- Министр химической промышленности СССР — Костандов Леонид Аркадьевич
- Министр целлюлозно-бумажной промышленности СССР — Галаншин Константин Иванович
- Министр электронной промышленности СССР — Шокин Александр Иванович
- Министр электротехнической промышленности СССР — Антонов Алексей Константинович
- Министр энергетического машиностроения СССР — Кротов Виктор Васильевич
- Министр внутренних дел СССР — Щёлоков Николай Анисимович
- Министр высшего и среднего специального образования СССР — Елютин Вячеслав Петрович
- Министр геологии СССР — Козловский Евгений Александрович
- Министр заготовок СССР — Золотухин Григорий Сергеевич
- Министр здравоохранения СССР — Петровский Борис Васильевич
- Министр иностранных дел СССР — Громыко Андрей Андреевич
- Министр культуры СССР — Демичев Пётр Нилович
- Министр лёгкой промышленности СССР — Тарасов Николай Никифорович
- Министр лесной и деревообрабатывающей промышленности СССР — Тимофеев Николай Владимирович
- Министр мелиорации и водного хозяйства СССР — Васильев Николай Фёдорович
- Министр монтажных и специальных строительных работ СССР — Бакин Борис Владимирович
- Министр мясной и молочной промышленности СССР — Антонов Сергей Фёдорович
- Министр нефтеперерабатывающей и нефтехимической промышленности СССР — Фёдоров Виктор Степанович
- Министр пищевой промышленности СССР — Леин Вольдемар Петрович
- Министр промышленного строительства СССР — Токарев Александр Максимович
- Министр промышленности строительных материалов СССР — Яшин Алексей Иванович
- Министр просвещения СССР — Прокофьев Михаил Алексеевич
- Министр рыбного хозяйства СССР — Каменцев Владимир Михайлович
- Министр связи СССР — Талызин Николай Владимирович
- Министр сельского строительства СССР — Хитров Степан Дмитриевич
- Министр сельского хозяйства СССР — Месяц Валентин Карпович
- Министр строительства СССР — Караваев Георгий Аркадьевич
- Министр строительства предприятий тяжёлой индустрии СССР — Голдин Николай Васильевич
- Министр торговли СССР — Струев Александр Иванович
- Министр угольной промышленности СССР — Братченко Борис Фёдорович
- Министр финансов СССР — Гарбузов Василий Фёдорович
- Министр цветной металлургии СССР — Ломако Пётр Фадеевич
- Министр чёрной металлургии СССР — Казанец Иван Павлович
- Министр энергетики и электрификации СССР — Непорожний Пётр Степанович
- Министр юстиции СССР — Теребилов Владимир Иванович
- Председатель Государственного комитета СССР по делам изобретения и открытий — Наяшков Иван Семёнович
- Председатель Государственного комитета СССР по стандартам — Бойцов Василий Васильевич
- Председатель Государственного комитета СССР по внешним экономическим связям — Скачков Семён Андреевич
- Председатель Государственного комитета СССР по гидрометеорологии и контролю природной среды — Израэль Юрий Антониевич
- Председатель Государственного комитета СССР по материальным резервам — Кокарев Александр Акимович
- Председатель Государственного комитета СССР по труду и социальным вопросам — Ломоносов Владимир Григорьевич
- Председатель Государственного комитета СССР по ценам — Глушков Николай Тимофеевич
- Председатель Государственного комитета СССР по профессионально-техническому образованию — Булгаков Александр Александрович
- Председатель Государственного комитета СССР по телевидению и радиовещанию — Лапин Сергей Георгиевич
- Председатель Государственного комитета СССР по кинематографии — Ермаш Филипп Тимофеевич
- Председатель Государственного комитета СССР по делам издательств, полиграфии и книжной торговли — Стукалин Борис Иванович
- Председатель Государственного комитета СССР по лесному хозяйству — Воробьёв Георгий Иванович
- Председатель Комитета государственной безопасности СССР — Андропов Юрий Владимирович
- Председатель Государственного комитета СССР по производственно-техническому обеспечению сельского хозяйства — Ежевский Александр Александрович
- Управляющий делами Совета Министров СССР — Смиртюков Михаил Сергеевич
- Председатель правления Государственного банка СССР — Алхимов Владимир Сергеевич
- Начальник Центрального статистического управления СССР — Володарский Лев Мордкович

В соответствии со статьёй 20 Закона СССР о Совете Министров СССР в состав Совета Министров СССР включается Председатель Комитета народного контроля СССР.
В соответствии со статьёй 129 Конституции СССР в состав Совета Министров СССР входят по должности председатели Советов Министров союзных республик.